# Jan Liedgren (militär)
Jan Erik Bertil Liedgren, född 2 november 1923 i Frösö församling i Jämtlands län, död 19 december 2011 i Östersunds församling i Jämtlands län, var en svensk militär.

## Biografi
Liedgren avlade officersexamen vid Krigsskolan 1947 och utnämndes samma år till fänrik, varefter han befordrades till löjtnant vid Norra skånska infanteriregementet 1949. Han befordrades till kapten vid Norra skånska infanteriregementet 1960, varefter han inträdde i Generalstabskåren 1961 och var detaljchef vid Arméstaben 1961–1964.
Han var lärare vid Militärhögskolan från 1962 och kurschef där från 1967. Åren 1964–1965 tjänstgjorde han vid Norrbottens regemente, varefter han befordrades till major i Generalstabskåren 1965. År 1968 befordrades han till överstelöjtnant, varpå han var sektionschef vid staben i Nedre Norrlands militärområde 1968–1970, bataljonschef vid Jämtlands fältjägarregemente 1970–1974 och åter sektionschef vid staben i Nedre Norrlands militärområde 1974–1976, under vilken tid han utnämndes till överstelöjtnant med särskild tjänsteställning 1975.
År 1976 befordrades han till överste, varefter han var ställföreträdande chef vid Jämtlands fältjägarregemente 1976–1979. Han befordrades 1979 till överste av första graden, varpå han var chef för Jämtlands fältjägarregemente och befälhavare för Jämtlands försvarsområde 1979–1984, tillika chef för Östersunds armégarnison 1983–1984. Liedgren har också tjänstgjort i FN-insatser i Korea, på Cypern och i Gazaremsan.

## Utmärkelser
- Riddare av Svärdsorden, 1966.[6]